# Чешљарски занат
Чешљарски занат је један од настаријих веома тешких, прљавих и мукотрпних заната на свету који је настао још у праисторији, а у појединим земљама се задржао до данашњих дана. Током историје, поред основне намене, одржавање косматог дела тела или чешљања косе, чешаљ је добио и естетску димензију (коју и данас има) и поста свакодневни украсни предмет. 
Чешљари су при раду користили бројне алате, а временом и неке машине. Специфичност сировине (рогови бивола, говечета, а ређе овнујски ) од које су прављени чешљеви изискивала је употребу примитивног разноврсног металног и дрвеног алата. Израда чешљева на индустријски начин, од пластичних и других вештачким матерјала, на савременим машинама, у великим серијама, утицала је на то да је класични чешљарски занат скоро сасвим замро, изузев у неким примитивним племенима, Африке, Азије, Јужне Амерке.

## Историја
Чешаљ као предмет општа употребе намењен чешљању косе, једно је од најстаријих човекових оруђа. Кроз историју од најстаријих цивилизацијских дана до данас, израђивао и користио у различитим културама. Први трагови о израђивању чешљева од костију, рогова и дрвета датирају из праисторијског периода, што потврђују археолошка открића чешљеви пронађенихпокрај швајцарских језера, у пребивалиштима праисторијских људи. И пре ваше хиљада година у Египту су израђивани чешљеви од абоносовине и слонове кости. Неки од тих чешљева и данас се могу видети у музејима, а занимљаиво је да поједини чешљеви изгледају потпуно исто као неки украси што се данас производе
У раноантичком периоду и на почетку стварања Римског царства, чешљеве су израђивале занатлије косторезачког заната у радионицама у градским центрима на Медитерану.
У касноантичком периоду постојале се чувене радионице за израду чешљева у Константинопољу и Александрији, Риму, Остији, Пизи и Аквилеји .Чешљеви из ових радионица имали су специфичан изглед и начин израде.
На Балканском полуострву током првог века предмете од костију израђивале су локалне радионице за потребе римских утврђења. У другом веку са процесом романизације балканског становништва јавиле су се и прве занатске радионице. У другој половини другог и првој половини трећег века косторезачке радионице доживљавају свој процват у Доњој Панонији и обе Мезије. 
Крајем четвртог и почетком петог века, производња чешљева се посебно повећала након што су се јавиле нове врсте и типови производа и уско специјализовани мајстори за израду чешљева — звани Fabri pectinarii. Промене у чешљарству кроз историју су диктирали нови економски услови, али и етничка промене становништва Европе, настале сталним упадима варвара у последњој четвртини четвртог века. Према археолошки подацима мајстори тога времена били специјализовани за израду одређених врста предмета, па је тако нпр. на локалитету Birlad-Valea Seacа у Румунији, из 4. века нађена група радионице за израду чешљева од јелењег рога (лаког материјала са једноставном унутрашњошћу). 
У готово неизмењеном облику чешљеви су прављени су и коришћени током 9 — 11. века на географски широком простору (источна Немачка, Пољска, Чешка, Словачка, Бугарска, Русија) Мали број пронађених чешљева на многим археолошким локалитетима упућује на закључак да су чешљеви често прављени и од дрвета. На то указују плочице правоугаоног облика, неке од њих заобљених крајева, које су  вероватно служиле за ојачавање појединих делова, или као оплате нама непознатих предмета — нпр. чешља. 

### Врсте чешљева кроз историју
Према начину израде чешљева постоје: једноделни и троделни, а према урезаним зупцима једнострани - једноредни и двострани - дворедни (који се имали спорадично и уграђене футроле причвршћене на бочним деловима дворедих чешљева, ради заштите зубаца).15 Најчешће је једна страна чешља била са гушћим и тањим, а друга са ређим и већим зупцима.
Једноделни чешљеви
Једноделни чешљеви, који су били једнострани и двострани, у римском раноцарског периода су углавном израђивани од дрвета и метала, а луксузни комади од слоноваче.16 Израда чешљева од јелењег рога је обављана тако што се он најпре уздужно расеца на плоче жељене дебљине, а потом и дужине. Плоче су биле уске и недовољне за израду једноделних чешљева, те су по две спајане са трећом, да би се направио чешаљ адекватне величине. На исти начин су израђивани и чешљеви од костију, али је то ређе чињено због тврдоће, костију и теже израде. Зупци су урезивани симетрично, на дужим странама.
Троделни чешљеви
Троделни чешљеви су израђивани све до средњег века, били су са две бочно причвршћене плоче јелењег рога или кости, помоћу оплате спојене металним или
коштаним закивцима. Ови чешљеви су се први пут јавили у трећем веку нове ере.
Украсни чешљеви
Током историје, поред основне намене, чешаљ добија и естетску димензију. тиме постаје украсни предмет. Занатлије су ове чешљеве украшавали полирањем, утискивањем и декоративним геометријским урезима (косим, вертикалним и укрштеним зарезима, круговима, тачкастим урезима, валовитим линијама, мотивом „рибље кости“ и слично, а у римско време предмети од костију су и фарбани.

## Изучавање заната
Занатлије чепљарског заната су своје знање и умеће преносили на своје потомке, тако да се и неколико генерација у једној породици бавило овим занатом, али су обучавали и заинтересоване дечаке за ову врсту заната. Са поступком израде и обраде предмета почетнике су упознавали квалификовани мајстори у чешљарским радионицама које су биле опремљене потребним помагалима за израду чешљева и других украсних предмета.

## Технолошки процес израде чешљева
Технолошки процес израде чешљева заснивао се на на примени алата за обраду костију и дрворезбарског алата, па је по технологиј био слична, поступцима: сечење, резање, брушење, резбарење, урезивање, глачање. 
Од алата се користе: тестере, ножеви, длета, шестари, турпије, шила, тесле, клешта разних величина, бургије, брусеви и глачала), а у новије време (19 и 20. век)
користе се и електричне бушилице, шајбне за полирање на моторни погон и машине за нарезивање зубаца. 
При раду се најпре скидао омотач рога помоћу ножа. Затим је нпр. јелењи рог резан тестером на мање плочице - као полупроизвод будућих чешљева. Плочице су обрађиване брушењем помоћу турпије и рендета и глачањем, абразивним материјалима (истуцаним бимштајном, пешчаром или кредом у влажној ланеној крпи, помоћу струготине и биљних влакана. 
Специфичност сировине од које су прављени чешљеви изискивала је употребу примитивног разноврсног металног и дрвеног алата. Већи број алатки су израђивали сами мајстори, или набављали од ковача, а мали број је био фабричке производње. Од алата су користили: тестере, тесле, турпије, косицу, белешке - мустре, клешта, пањ, омфлај, гвоздени тучак, менгеле-шрафштук, колан-даску итд.
Жељени облик чешља је изрезиван ножевима и тестером, дотериван резбарењем ножевима и длетима, и брушен турпијама. Рупе су бушене сврдлима. У римско време су коришћене две врсте бургија: ручне и лучне. Лучне су постављане на затегнути канап лука који је руком окретан, а сврдла су по потреби мењана. Мањи отвори су бушени шилима, а коштани делови су лепљени органским туткалом. 
Тако израђен чешаљ је потом украшаван резбарењем или урезивањем помоћу ножева, шила, длета, шестара. На крају је предмет глачан и бојен кувањем у растворима минерала, најчешће оксидима метала, чиме су добијали зелену, црвену, жуту, наранџасту или смеђу боју.

### Радионице
Радионице за израду чешљева су биле скучене, слабо осветљене и прашњаве (хигијенски неусловне за рад). 
Обично су имале две радне просторије, а имућнији мајстори су имали и магацин за држање сировина уз радионицу. У просторији до дућана се радило на примитивним машинама. У одељењу до њега се налазило огњиште са оџаком уз зид, на коме су на ватри разгрејавани и исправљани пресовани рогови.  Магацин је морао да буде сув и проветрив, јер основна сировина – рогови, у влажним просторима, на сунцу и киши испуцају и постају неупотребљиви за рад.
| Назив алата        | Намена |
| ------------------ | --- |
| Тестере            | Су разноврсне, а користе су за пресецање рогова, и „зубљење“ чешљева. Од средине 20. века чешаљ је зубљен машинским путем.                                                                      |
| Тесле              | Користе се за грубо скидање површинског слоја рогова на пању. Постоје праве и накриве тесле. |
| Турпије            | Употребљавају се за оштрење алата (тестера и тесли) и за обраду врхова зубаца на чешљевима. |
| Косица             | Стара чешљарска алатка, полукружног облика, са оштрим сечивом на једној страни и двема дрвеним ручицама на крајевима, дужине око 30 цм, са којом се равнају чешљеви.                            |
| Белешка или мустра | Основни модели чешљева који се прецртавањем преносе на припремљене рожнате плоче. Израђиване су од дрвета до средине 20. века, када се појављују и металне, у различитим величинама и облицима. |
| Клешта             | Користе се за придржавање рогова при разгревању на ватри, бушењу и проширивању. Слична су ковачким клештима са којима се држи усијано гвожђе при ковању.                                        |
| Пањ                | Катко дрвено дебло, на коме је скидана спољна површина рога помоћу тесле и бушен и отваран разгрејани рог.                                                                                      |
| Омфлај             | Стара алатка за стругање рогова, коју је у 20. веку заменила машина. Примитивна дрвена направа са пљоснатим челичним зубима на проширеном делу, са којом се тешко радило.19                     |
| Гвоздени тучак     | Алатка дужине 54, а ширине 3 цм. Употребљава се за бушење и проширивање рогова, помоћу загрејаног усијног врха.                                                                                 |
| Стега              | Алатка којом су расечени и загрејани рогови стезани и исправљани између две даске. |
| Колан              | Дрвена алатка - даска дужине 1 метра и ширине 10 см, пресвучена тканином од кострети - козје длаке, на којој су на примитиван начин полирани - „гланцани“ чешљеви.                              |

### Чешљарске сировине
Основна чешљарска занатска сировина су рогови бивола, говечета, а ређе овнујски. Најбољи чешљеви – дуготрајни и јаки израђивани од бивољих рогова. За чешљеве су најбољи рогови од подгојене петогодишње стоке, која није везивана за рогове. Рогови везиване стоке су имали прстенаста истањења и одбацивани су у шкарт. Набављани су на домаћем, али и страним тржиштима. 
Извесне кличине сировина чешљари су набављали код локалних кланичара и откупљивача коже. Тридесетих година 20. века један килограм рогова је продаван за 1-2,5 динара, а седамдесетих година од 500 до 700 динара. У Нишу су 1925. године рогови продавани на стовариштима у пару. Пар квалитетних је коштао око 2 динара, а остали 1 динар по килограму.

## Продаја чешљева
Чешљаеска радионица је обично била и продајни простор или је он био у непосредној близини. Помоћници и „радници на стажу“ у изучавању заната могли су бити такође присутни у истом простору с газдом и обучавани су поред израде чешљева и за њихову продају.

## Извори
1. ↑  Софија Петковић, Римски предмети од кости и рога са територије Горње Мезије, Београд, 1995; Арх.
Институт Београд, пос. издање књ. 28; 16.
2. ↑  Софија Петковић, Римски предмети од кости и рога са територије Горње Мезије, Београд, 1995; Арх.
Институт Београд, пос. издање књ. 28; 15.
3. ↑  .W. Hensel, nav. delo, 255; Józef Kostrzewski, Les origines da la civilisation polonaise, Paris 1949, 251;
4. ↑  Jan Eisner, Rukovět slovanské archeologie, Praha 1966, 431
5. ↑  Софија Петковић, Римски предмети од кости и рога са територије Горње Мезије, Београд, 1995; Арх. Институт Београд, пос. издање књ. 28 стр. 15
6. ↑   Радмила Стојановић,Чешљарски занат у Лесковцу, Лесковачки зборник бр. 11, Лесковац, 1971, стр.140
7. ↑   Сима Тројановић, Наше кириџије - Етнолошка и етнографска грађа - Српски етнографски зборник
књ. ХIII; 93.
8. ↑  Радмила Стојановић, Чешљарски занат у Лесковцу, Лесковачки зборник бр. 11, Лесковац, 1971, стр. 143.